# NH인더스트리스 NH90
NH인더스트리스 NH90(NHIndustries NH90)은 유럽의 다국적 NH인더스트리스가 생산하는 중형 쌍발엔진 다목적 헬리콥터이다. 에어버스 헬리콥터, 레오나르도(예전의 아구스타웨스트랜드), 포커 에어로스트럭쳐가 합작해서 NH인더스트리스를 설립했다. NH90의 초도비행은 1995년, 실전배치는 2007년에 시작되었다.

## 역사
1985년, 프랑스, 서독, 이탈리아, 네덜란드, 영국은 1990년대에 사용하기 위한 NATO 전장수송과 대함/대잠 임무용 헬리콥터 개발팀을 만들었다. 1987년 영국이 팀에서 떠났다. 최대이륙중량이 10톤이다. UH-60 블랙호크와 무게가 같다.

## 대한민국
2018년 5월 29일, 대한민국 해군은 기존의 와일드캣 8대에 추가로 해상작전헬기 12대를 1조원에 도입하기 위해 공개 입찰공고를 냈다. 후보기종은 다음과 같다.
- MH-60R 시호크,  미국, 최대이륙중량 10톤, 대당 787억원
- 아구스타웨스트랜드 AW159 와일드캣,  이탈리아, 최대이륙중량 6톤, 대당 534억원
- NH90,  프랑스,  독일,  이탈리아,  네덜란드, 최대이륙중량 10톤, 대당 668억원

순수한 기체가격인 대당 단가에 30%의 운영유지비용이 추가된다.

## 사용 국가
- 오스트레일리아
- 벨기에
- 핀란드
- 프랑스
- 독일
- 그리스
- 이탈리아
- 네덜란드
- 뉴질랜드
- 오만
- 노르웨이
- 카타르
- 스페인
- 스웨덴

## 제원
일반 특성
- 승무원: 2명

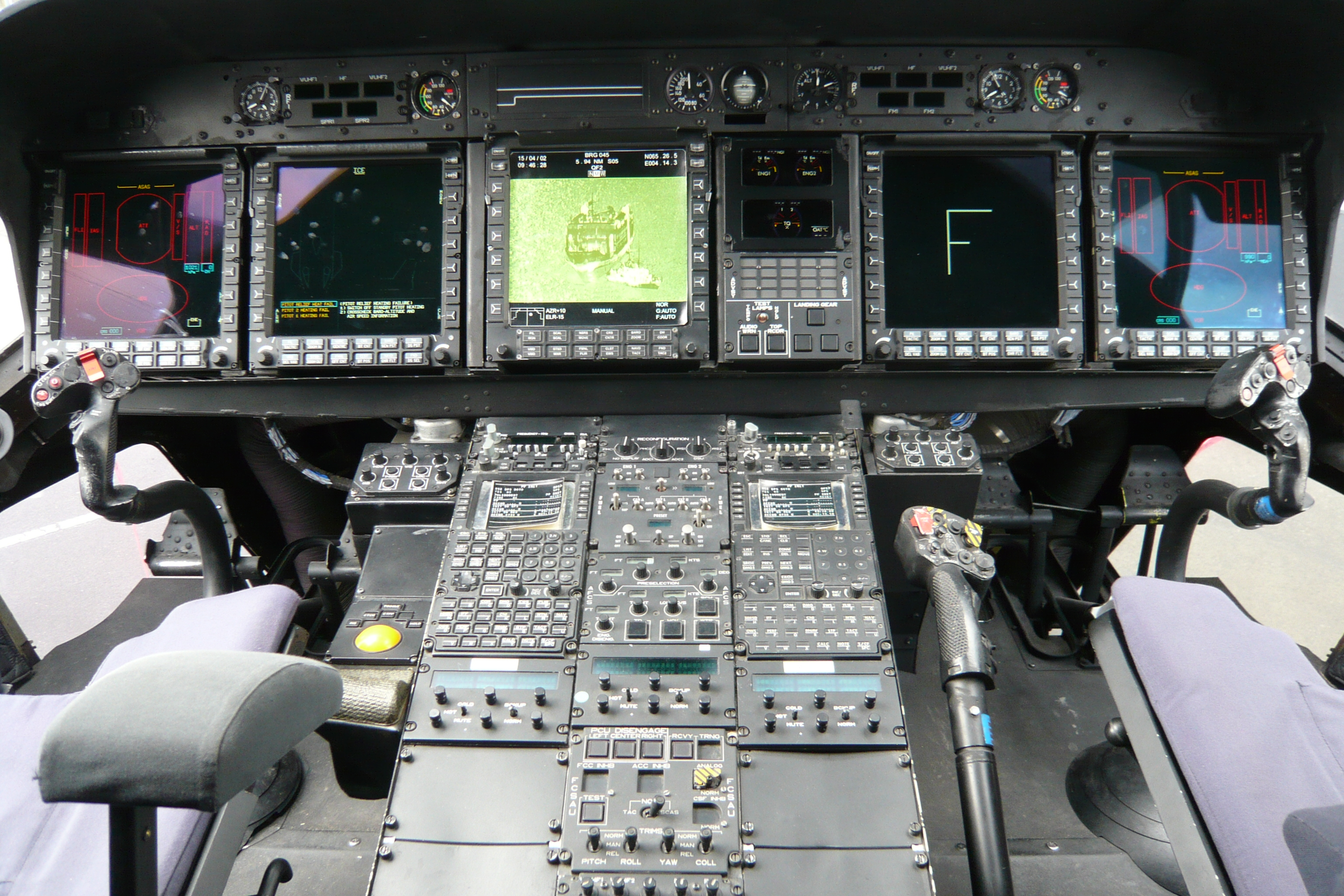
The glass cockpit of an NH90

- 수용량: 승객 20명, 침대 12개, 화물칸 2개, 외부화물 4,200 kg (9,260 lb)
- 길이: 16.13 m (52 ft 11 in)
- 로터직경: 16.30 m (53 ft 6 in)
- 높이: 5.23 m (17 ft 2 in)
- 경하중량: 6,400 kg (14,100 lb)
- 화물: 4,200 kg (9,260 lb)
- 최대이륙중량: 10,600 kg (23,370 lb)
- 엔진:
  - 2 × Rolls-Royce Turbomeca RTM322-01/9 터보샤프트, 1,662 kW (2,230 shp) 또는
  - 2 × 제너럴 일렉트릭 T700-T6E 터보샤프트, 1,577 kW (2,115 shp) 각각

성능
- 최고속도: 300 km/h (162 knots, 186 mph)
- 항속거리: 800 km (497 mi) TTH, 1,000 km (621 mi) NFH
- 운용고도: 6,000 m (20,000 ft)
- 상승률: 8 m/s (1,574 ft/m)

무장
- 기관포: 2x door gun
- 미사일: 대잠 미사일, 공대지 미사일

## 같이 보기
- 아구스타웨스틀랜드 AW149
- 아구스타웨스틀랜드 AW159
- 유로콥터 EC175
- 유로콥터 AS532 쿠거
- 하얼빈 Z-20
- 밀 Mi-38
- SH-60 시호크
- UH-60 블랙 호크